# Duchovné piesne
Duchovné piesne je zpěvník vytvořený pro Křesťanské sbory (Kresťanské zbory) na Slovensku.
Práce na přípravě zpěvníku probíhaly od roku 1978. Zpěvník byl vydán Křesťanskými sbory v SSR roku 1987 v Nitře.
Na jeho přípravě se podíleli mj. Ján Hudec a Ján Kučera.
Před zavedením zpěvníku Duchovné piesne užívaly Křesťanské sbory na Slovensku Kresťanský spevník, který měly společný s Církví bratrskou.